# NGC 3869
NGC 3869 is een spiraalvormig sterrenstelsel in het sterrenbeeld Leeuw. Het hemelobject werd op 10 maart 1826 ontdekt door de Britse astronoom John Herschel.

## Synoniemen
- UGC 6737
- MCG 2-30-32
- ZWG 68.59
- PGC 36669